# Arco de Nastapoka

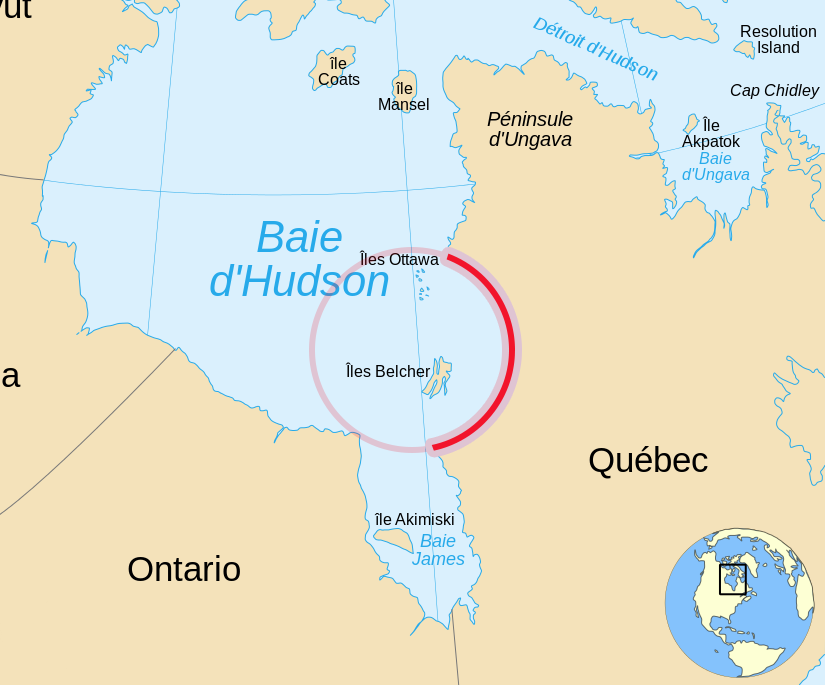
Arco de Nastapoka

Arco de Nastapoka (Nastapoka arc) é um acidente geológico localizado a sudeste da Baía de Hudson, em Quebec, no Canadá. A formação circular do arco é quase perfeita, cobrindo, em um diâmetro de 450 km, um arco de 160°.
Em função de sua simetria, existem teorias que indicam que o Arco de Nastapoka é resultado de um impacto de algum corpo celeste, porém, exames mais apurados nas rochas do local, em nada confirmam estas teorias.